# 中野撤夫
中野 撤夫（なかの てつお、1902年9月3日 - 1978年4月21日）は、日本の経営者。長野県松本市出身。

## 経歴
1928年にイギリスのピットマンズ・カレッジ（Pitman's College）を卒業し、1932年9月に安宅産業に入社。1940年12月にオリンパス光学工業に転じ、1945年6月に取締役、同年12月に常務、1955年1月に専務を経て、1961年12月には社長に就任。1968年6月に会長を経て、1970年12月から相談役を務めた。
1968年3月に藍綬褒章を受章し、1973年11月に勲三等旭日中綬章を受章。
1978年4月21日急性腹膜炎のために死去。75歳没。